# 한탁주
한탁주(韓侂胄, 1152년 ~ 1207년)는 남송의 관리이며, 하남 안양의 사람. 자는 절부(節夫). 할아버지는 한기(韓琦), 어머니는 고종의 황후인 오황후의 여동생이다.

## 생애
효종이 1189년 퇴위하여 상황이 되고, 조돈(趙惇)이 즉위하여 광종(光宗)이 되었다. 광종은 아버지와는 다르게 우둔하였기에 황후 이씨의 말밖에는 듣지 않았다. 황제에 불만을 품은 재상 조여우(趙汝愚), 한탁주(韓侂胄) 등에 의해 광종은 퇴위당했다. 한탁주는 이 공적으로 권력의 자리에 가까이 다가가게 될 것이라 생각했지만, 한탁주의 인격을 좋아하지 않은 조여우 등은 한탁주를 멀리했다.
이것에 원한을 품은 한탁주는 조여우를 몰아내기 위한 운동을 시작해 1195년(경원 원년) 조여우는 재상직에서 물러났고, 경원 3년에는 조여우편에 섰던 주필대(周必大), 유정(留正), 왕난(王藺), 주희(朱熹), 팽귀년(彭龜年)등 59명이 금고(禁錮)에 처해졌다. 그 다음 해에는 주희의 주자학(朱子學;당시 도학(道學)이라고 불렸다)도 거짓 학문이라고 탄압받았다(경원위학의 금(慶元僞學之禁). 이 일련의 사건을 경원의 당금(慶元之黨禁)이라 불렀다.
한탁주는 그 후 10년 동안 권력을 유지했으나, 뒤를 보호해 주던 황후와 황태후가 차례로 붕어하자, 권력이 서서히 줄어들게 되었다. 이때 금나라가 북쪽의 타타르 등의 침입에 괴로워하는 모습을 보고 금나라는 약체화되었다고 본 한탁주는 남송의 비원인 금나라 타도를 성공시킨다면 권력을 확고부동하게 할 수 있을 거라 생각하고 개희북벌을 감행했으나 실패했다. 실제 금나라는 곤란한 상황이었으나, 그 이상으로 남송군의 약체화가 현저하였던 것이다.
1207년 금나라는 조기 화평을 희망하고, 한탁주의 머리를 요구하자, 이것을 들은 예부시랑(문부대신) 사미원에 의해 한탁주는 살해되고, 그의 머리는 소금에 절여져 금나라로 보내지는 것으로 금나라와 화의를 맺었다.
한탁주를 살해한 사미원이 이번에 권력을 장악하고 그 후 26년 동안 재상의 지위를 차지했다.